# Koji Tokunaga
Koji Tokunaga (japonès: 徳永耕治)  (Chiba, 3 de setembre de 1968) és un jugador de beisbol japonès, ja retirat, que va competir durant les dècades de 1980 i 1990.
El 1992 va prendre part en els Jocs Olímpics d'Estiu de Barcelona, on guanyà la medalla de bronze en la competició de beisbol. Va ser titular en tots els partits com a quart batedor i primera base. Es va retirar el 1996 després de no aconseguir el pas al professionalisme. Juntament amb el seu company d'equip Shigeki Wakabayashi foren coneguts com els Twin Bazookas.